# Rafel Bauzà
Rafel Bauzà Sureda (Sant Llorenç des Cardassar, 31 gennaio 2005) è un calciatore spagnolo, centrocampista dell'Espanyol.

## Carriera
Bauzà è cresciuto nel settore giovanile dell'Espanyol ed ha debuttato con la squadra riserve il 3 settembre 2023 nell'incontro di Segunda División RFEF perso 1-0 contro l'Hércules. Divenuto subito titolare, ha fatto il suo esordio in prima squadra l'11 maggio 2024 in Segunda División contro il Real Valladolid. Nella stagione 2024-2025, disputata in prima divisione dopo la promozione ottenuta nell'annata precedente, ha esordito nella prima divisione spagnola.

## Statistiche

### Presenze e reti nei club
Statistiche aggiornate al 9 febbraio 2025.
| Stagione          | Squadra           | Campionato        | Campionato | Campionato | Coppe nazionali | Coppe nazionali | Coppe nazionali | Coppe continentali | Coppe continentali | Coppe continentali | Altre coppe | Altre coppe | Altre coppe | Totale | Totale | Totale |
| Stagione          | Squadra           | Comp              | Pres       | Reti       | Comp            | Pres            | Reti            | Comp               | Pres               | Reti               | Comp        | Pres        | Reti        | Pres   | Reti   |        |
| ----------------- | ----------------- | ----------------- | ---------- | ---------- | --------------- | --------------- | --------------- | ------------------ | ------------------ | ------------------ | ----------- | ----------- | ----------- | ------ | ------ | ------ |
| 2023-2024         | Espanyol B        | SDR               | 30         | 0          | -               | -               | -               | -                  | -                  | -                  | -           | -           | -           | 30     | 0      |        |
| 2024-2025         | Espanyol B        | SF                | 8          | 1          | -               | -               | -               | -                  | -                  | -                  | -           | -           | -           | 8      | 1      |        |
| Totale Espanyol B | Totale Espanyol B | Totale Espanyol B | 38         | 1          |                 | -               | -               |                    | -                  | -                  |             | -           | -           | 38     | 1      |        |
| 2023-2024         | Espanyol          | SD                | 5          | 0          | CR              | 0               | 0               | -                  | -                  | -                  | -           | -           | -           | 5      | 0      |        |
| 2024-2025         | Espanyol          | PD                | 5          | 0          | CR              | 2               | 0               | -                  | -                  | -                  | -           | -           | -           | 7      | 0      |        |
| Totale Espanyol   | Totale Espanyol   | Totale Espanyol   | 10         | 0          |                 | 2               | 0               |                    | -                  | -                  |             | -           | -           | 12     | 0      |        |
| Totale carriera   | Totale carriera   | Totale carriera   | 48         | 1          |                 | 2               | 0               |                    | -                  | -                  |             | -           | -           | 50     | 1      |        |